# The New Seekers
I New Seekers sono un gruppo musicale britannico di musica folk, folk rock, pop e country, fondato nel 1969 dall'australiano Keith Potger dopo lo scioglimento della sua band, i Seekers. L'idea era quella di lanciare la formazione tra quello stesso pubblico che aveva apprezzato i Seekers, sebbene la musica del nuovo gruppo fosse anche aperta alle influenze dell'hard rock e del folk.
La bamd raggiunse il successo mondiale nei primi anni settanta, in particolare nel 1971, con la pubblicazione del singolo I'd Like to Teach the World to Sing (In Perfect Harmony) insieme agli Hillside Singers, colonna sonora degli spot Coca-Cola per oltre dieci anni.
I New Seekers parteciparono all'Eurovision Song Contest 1972 con il brano Beg, Steal or Borrow, che si classificò al secondo posto nella graduatoria finale della manifestazione.

## Discografia

### Album
- 1970 - The New Seekers
- 1970 - Keith Potger and The New Seekers
- 1971 - Beautiful People
- 1971 - New Colours
- 1972 - We'd Like to Teach the World to Sing
- 1972 - Never Ending Song of Love
- 1972 - Circles
- 1972 - Live at the Royal Albert Hall
- 1973 - Now
- 1974 - Together
- 1974 - Farewell Album
- 1976 - Together Again
- 1978 - Anthem - One Day in Every Week
- 2007 - Live
- 2009 - It's Been a Long Time - Greatest Hits and More

### Singoli
- 1969 - Meet My Lord
- 1970 - What Have They Done to My Song Ma
- 1970 - Beautiful People / When There's No Love Left
- 1971 - Nickel Song
- 1971 - Never Ending Song of Love
- 1971 - Good Old Fashioned Music
- 1971 - I'd Like to Teach the World to Sing (In Perfect Harmony)
- 1972 - Beg, Steal or Borrow
- 1972 - Circles
- 1972 - Dance Dance Dance
- 1972 - Come Softly to Me
- 1973 - Pinball Wizard-See Me Feel Me
- 1973 - Nevertheless
- 1973 - Goodbye Is Just Another Word
- 1973 - We've Got to Do It Now
- 1973 - You Won't Find Another Fool Like Me
- 1974 - I Get a Little Sentimental Over You
- 1974 - Sing Hallelujah
- 1976 - It's So Nice (To Have You Home)
- 1976 - I Wanna Go Back
- 1977 - Give Me Love Your Way
- 1978 - Flashback
- 1978 - Do You Wanna Make Love
- 1978 - Anthem (One Day in Every Week)
- 1978 - You Needed Me
- 1979 - Don't Stop the Music
- 1979 - Love Is a Song
- 1980 - Tell Me
- 1980 - California Nights
- 1985 - Let the Bells Ring Out Forever